# لاف لايف! ذا سكول آيدول موفي
لاف لايف! ذا سكول آيدول موفي (باليابانية: ラブライブ！The School Idol Movie) هو فيلم أنمي موسيقي، من أخراج تاكاهيكو كيوغوكو، وتأليف جوكي هانادا، ومن إنتاج استوديو سنرايز، عرض الفيلم في 13 يونيو عام 2015، الفيلم تكلمة لأحداث أنمي لاف لايف!.

## القصة
تقع أحداث القصة بعد أحداث الموسم الثاني، حيث تتلقى فرقة ميوزو رسالة تقول بأن منظمي مسابقة لاف لايف! تنوي عقد مسابقة ثالثة، وتهدف إلى عقد المسابقة داخل قبة طوكيو هذه المرة. ولكن لتحقيق هذا الحلم، فإنها تحتاج المزيد من الدعاية لذلك، من أجل نشر جاذبية نجمات المدرسة إلى عدد أكبر من الناس، قرروا إرسال فرقة ميوزو إلى الولايات المتحده حيث عرضت هيئة تلفزيونية تغطية العرض. على الرغم من أن هونوكا وصديقاتها قد قرروا حل فرقة ميوزو، فإنهم يوافقون على المشاركة لمساعدة لاف لايف! من أجل جمع المزيد من الدعم لأنهم لا يزالون نجمات المدرسة حتى نهاية الشهر.

## وصلات خارجية
- لاف لايف! ذا سكول آيدول موفي على موقع IMDb (الإنجليزية)
- لاف لايف! ذا سكول آيدول موفي على موقع ميتاكريتيك (الإنجليزية)
- لاف لايف! ذا سكول آيدول موفي على موقع روتن توميتوز (الإنجليزية)
- لاف لايف! ذا سكول آيدول موفي على موقع بوكس أوفيس موجو (الإنجليزية)
- لاف لايف! ذا سكول آيدول موفي على موقع قاعدة بيانات الفيلم (الإنجليزية)
- لاف لايف! ذا سكول آيدول موفي على موقع ليتربوكسد (الإنجليزية)
- لاف لايف! ذا سكول آيدول موفي على موقع كينوبويسك (الروسية)
- لاف لايف! ذا سكول آيدول موفي على موقع ANN anime (الإنجليزية)